# Marta Miłoszewska
Marta Anna Miłoszewska, z domu Ogrodzińska (ur. 1978 r. w Olsztynie) – polska reżyserka teatralna, wykładowczyni akademicka, działaczka społeczna.

## Życiorys
Urodziła się i wychowała w Olsztynie, jest córką dziennikarza Radia Olsztyn Wojciecha Ogrodzińskiego oraz wnuczką pisarza i działacza kulturalnego Władysława Ogrodzińskiego, byłego dyrektora Muzeum Warmii i Mazur.
Ukończyła II Liceum Ogólnokształcące w Olsztynie, a następnie studia na Wydziale Dziennikarstwa Uniwersytetu Warszawskiego (2000) i Wydziale Reżyserii Akademii Teatralnej w Warszawie (2005), na której to uczelni w 2015 obroniła doktorat w dziedzinie sztuk teatralnych.
Jest żoną pisarza Zygmunta Miłoszewskiego.

### Kariera zawodowa
Debiutowała, jako studentka AT, w teatrze TR Warszawa monodramem Patty Diphusa (2004), będącym adaptacją felietonów Pedro Almodóvara. Od tamtej pory specjalizuje się w adaptacjach literatury współczesnej, od felietonu przez beletrystykę i literaturę faktu po komiks. Reżyseruje spektakle teatralne, filmy i słuchowiska radiowe. Adaptowanie prozy jest także tematem jej pracy doktorskiej oraz wydanego na jej podstawie podręcznika dramaturgicznego Adaptacja. Skrzynka z narzędziami (2017).
Jest współzałożycielką powstałej w 2008 roku Grupy Artystycznej Teraz Poliż, wielokrotnie nagradzanego jedynego profesjonalnego teatru kobiecego w Polsce. Jest wykładowczynią Akademii Teatralnej w Warszawie, w której prowadzi seminarium reżyserskie oraz zajęcia poświęcone heurystyce i adaptacji.
W latach 2005–2006 pracowała w Teatrze im. Stefana Jaracza w Olsztynie. W latach 2016–2018 pełniła funkcję prodziekanki Wydziału Reżyserii AT. Od 2021 roku jest dziekanką kierunku reżyseria Akademii Teatralnej w Warszawie.

### Działalność społeczna
Angażuje się w działalność antydyskryminacyjną i feministyczną oraz w działanie na rzecz wolności słowa i niezależności środowiska artystycznego. W ramach Grupy Artystycznej Teraz Poliż współpracowała m.in. z Amnesty International i Centrum Praw Kobiet. Jest członkinią założycielką oraz sekretarzem Związku Zawodowego Gildii Polskich Reżyserek i Reżyserów Teatralnych (od 2017), a także współzałożycielką ruchu Kultura Niepodległa (od 2017).

## Najważniejsze realizacje
- 2004: Patty Diphusa, Pedro Almodóvar, Teatr Rozmaitości w Warszawie[2];
- 2004: From Poland with love, Piotr Demirski, Teatr Rozmaitości w Warszawie[2];
- 2004: Pomyłka (film krótkometrażowy według własnego scenariusza, wyst. Kamila Baar i Emilian Kamiński)[2];
- 2005: We are kamera, Fritz Kater, Teatr Rozmaitości w Warszawie[2];
- 2005: Bliżej, Patrick Marber, Teatr im. Stefana Jaracza w Olsztynie[2];
- 2006: I jak się udało, Irvine Welsh, Teatr Rozmaitości w Warszawie[2];
- 2006: Ontologiczny dowód na moje istnienie, Joyce Carol Oates, Teatr im. Stefana Jaracza w Olsztynie[2];
- 2006: Godzina kota, Per Olov Enquist, Teatr Montownia w Warszawie[2];
- 2007: Marilyn i Papież, Dorothea Kühl-Martini, Teatr Polonia w Warszawie[2];
- 2007: Dulscy Sp. z o.o., Gabriela Zapolska, Teatr Polski w Warszawie[2];
- 2008: Utracona cześć Katarzyny Blum, Heinrich Böll, Teatr im. Stefana Jaracza w Olsztynie[2];
- 2009: Liminalna. Jestem snem, którego nie wolno mi śnić, Grupa Teatralna Teraz Poliż[14];
- 2009: Dżuma, Albert Camus, Teatr Polski w Warszawie[14];
- 2010: Kajko i Kokosz, Janusz Christa, Teatr im. Stefana Jaracza w Olsztynie[2];
- 2012: Rozkwaś Polaka!, Wojtek Miłoszewski, Teatr Kwadrat w Warszawie[15];
- 2014: Polskie Morderczynie, Katarzyna Bonda, słuchowisko Polskiego Radia Olsztyn[16];
- 2015: Trash Story, Magda Fertacz, Teatr Telewizji TVP[17].

## Nagrody
- 2005: Nagroda Przewodniczącego Ińskiego Lata Filmowego dla młodego reżysera za film Pomyłka, XXXII ILF[18];
- 2005: Nagroda XXXIX WROSTJA Przewodniczącego Rady Miasta Wrocławia dla Patty Diphusa, XXXIX Wrocławskie Spotkania Jednego Aktora[2];
- 2006: wyróżnienie dla filmu Pomyłka, II Festiwalu Filmu WYŻ ’70[2];
- 2008: Nagroda Rektora Akademii Teatralnej im.A.Zelwerowicza w Warszawie im. Z. Krawczykowskiego dla absolwenta Akademii „za dobrze rokujący początek pracy zawodowej”;
- 2009: Nagroda TRYTONA na XXXIX Festiwalu FAMA w Świnoujściu 2009 dla spektaklu LIMINALNA. Jestem snem, którego nie wolno mi śnić[19];
- 2010: Grand Prix dla Liminalna. Jestem snem, którego nie wolno mi śnić Grupy Artystycznej Teraz Poliż, XI Ogólnopolski Festiwal Teatrów Niezależnych w Ostrowiu Wielkopolskim[20];
- 2011: Best International Show Award dla Patty Diphusa, United Solo Theatre Festival 2011 w Nowym Jorku[21];
- 2015: nagroda Ministra Kultury i Dziedzictwa Narodowego dla Grupy Teatralnej Teraz Poliż za całokształt twórczości i działalność na rzecz kobiet[22];
- 2016: Platinum Remy – nagroda Platynowego Remy’ego na 49. WorldFest Houston Independent Film Festival, USA w kategorii najlepszy film fantasy/horror dla Trash Story[23].